# Алексич, Тихомир
Тихомир Алексич (серб. Тихомир Алексић, 8 февраля 1922, Равная — 6 января 2004, Белград) — один из наиболее известных сербских ученых в области информатики второй половины XX века, ординарный профессор электротехнического факультета Белградского университета, специалист по вычислительной технике и информатике.

## Биография
Родился в селе Равная, община Крупань. Получил образование в Равная, Лознице, Шабаце и Белграде. В январе 1952 году закончил электротехнический факультет Белградского университета, будучи одним из лучших студентов своего поколения. В 1958 году получил степень доктора на этом же факультете за работу «Серијски логичко-прекидачки елеменат; Анализа и осврт на примену у магнетној прекидачкој техници».
Основатель и первый декан электроинженерного факультета и с 1967 года проректор Нишского университета. 
С 1971 года и до выхода на пенсию в 1987 году был ординарным профессором и заведующим Кафедрой вычислительной техники и информатики на электротехническом факультете Белградского университета.
Работал научным сотрудником в Институте ядерных наук «Винча» (1952—1961) и Институте Михаила Пупина (1961—1967). В то же время периодически преподавал в университетах в Скопье, Сараево, Подгорице и Нови-Саде.

## Преподавание
Преподавал следующие предметы:
- Логическое проектирование цифровых систем
- Архитектура и организация компьютеров
- Основы вычислительной техники
- Программирование цифровых компьютеров

## Работы и проекты
Автор нескольких учебников и книг: 
- Основи пројектовања дигиталних система (Ниш, 1968);
- Логичка синтеза дигиталних система (Београд, 1971 и 1975);
- Системи за обраду података (1975 и 1977);
- Рачунари — Организација и архитектура (Београд, 1982, 1985, 1989, 1991).

Автор или соавтор многочисленных научных и профессиональных публикаций, исследований и проектов в области вычислительной техники.
Т. Алексич создал первый сербский цифровой компьютер ЦЕР-10 (в Винче), прототип бухгалтерского компьютера ЦЕР-20 и военный компьютер ЦЕР-11, лабораторный прототип домашней электронной АТС, электронный телетайп-принтер и телеметрическую систему «Атлас АТ-32» (в Институте Михаила Пупина).
Имеет несколько патентов.

## Членство в обществах
Т. Алексич был основателем и первым президентом Общества информатики Сербии (ДИС, 1973), один из основателей и член Научного комитета Общества ЕТРАН (с 1953 года), многолетний заведующий Кафедрой вычислительной техники и информатики в Нише (1967-71) и Белграде (1971-87).

## Награды
Получил следующие награды за научные и педагогические достижения:
- Орден Труда с золотым венком (1965);
- Октябрьская награда Белграда (1965);
- Награда и грамота общества ЕТРАН (1978 и 1986);
- Большая грамота Нишского университета (1987);
- Грамота Общества информатики Сербии (1987).